# Concordia (ort i Colombia, Magdalena, lat 9,84, long -74,46)
Concordia är en ort i Colombia.   Den ligger i departementet Magdalena, i den norra delen av landet, 600 km norr om huvudstaden Bogotá. Concordia ligger 138 meter över havet och antalet invånare är 6 624.
Terrängen runt Concordia är platt. Runt Concordia är det ganska glesbefolkat, med 24 invånare per kvadratkilometer. Concordia är det största samhället i trakten. Omgivningarna runt Concordia är huvudsakligen savann.